# Orthofidonia deceptata
Orthofidonia deceptata là một loài bướm đêm trong họ Geometridae.